# Gongqingcheng
Gongqingcheng (共青城市S, GòngqīngchéngP) è una città-contea della Cina, situata nella provincia di Jiangxi e amministrata dalla prefettura di Jiujiang.